# Clément Champoussin
Clément Champoussin (Nizza, 29 maggio 1998) è un ciclista su strada francese che corre per l'XDS Astana Team; è professionista dall'aprile 2020.

## Palmarès

### Strada
- 2019 (Chambéry CF, tre vittorie)

Ciriè-Pian della Mussa
4ª tappa Giro della Regione Friuli Venezia Giulia (Forgaria nel Friuli > San Daniele del Friuli)
Classifica generale Giro della Regione Friuli Venezia Giulia
- 2021 (AG2R Citroën Team, una vittoria)

20ª tappa Vuelta a España (Sanxenxo > Mos)
- 2023 (Team Arkéa-Samsic, una vittoria)

4ª tappa Arctic Race of Norway (Kvalsund > Nordkapp)
- 2024 (Arkéa-B&B Hotels, una vittoria)

Giro di Toscana

#### Altri successi
- 2019 (Chambéry CF)

1ª tappa Orlen Nations Grand Prix (Jurgów > Bukowina Tatrzańska, cronosquadre)
1ª tappa Giro della Regione Friuli Venezia Giulia (Torreano di Martignacco > Martignacco, cronosquadre)
Classifica a punti Giro della Regione Friuli Venezia Giulia
- 2023 (Team Arkéa-Samsic)

Classifica a punti Arctic Race of Norway

## Piazzamenti

### Grandi Giri
- Giro d'Italia

2021: ritirato (9ª tappa)
- Tour de France

2023: 51º
2024: 101º
2025: 85º
- Vuelta a España

2020: 31º
2021: 16º
2022: 31º

### Classiche monumento
- Milano-Sanremo

2024: 129º
- Liegi-Bastogne-Liegi

2020: 113º
2024: 85º
2025: 100º
- Giro di Lombardia

2020: ritirato
2021: 62º
2022: 72º
2023: 26º
2024: ritirato

### Competizioni mondiali
- Campionati del mondo

Innsbruck 2018 - In linea Under-23: 12º